# ۴ جمادی‌الثانی
۴ جمادی‌الثانی، چهارمین روز از ماه جمادی‌الثانی در تقویم هجری قمری است.
در تقویم هجری قمری قراردادی این روز صد و پنجاه و دومین روز سال است.

## زادگان
- ۱۲۹۲ - ابراهیم منذر، نویسنده، ادیب و زبان‌شناس لبنانی.